# Stadtbahnstation Mount Pleasant

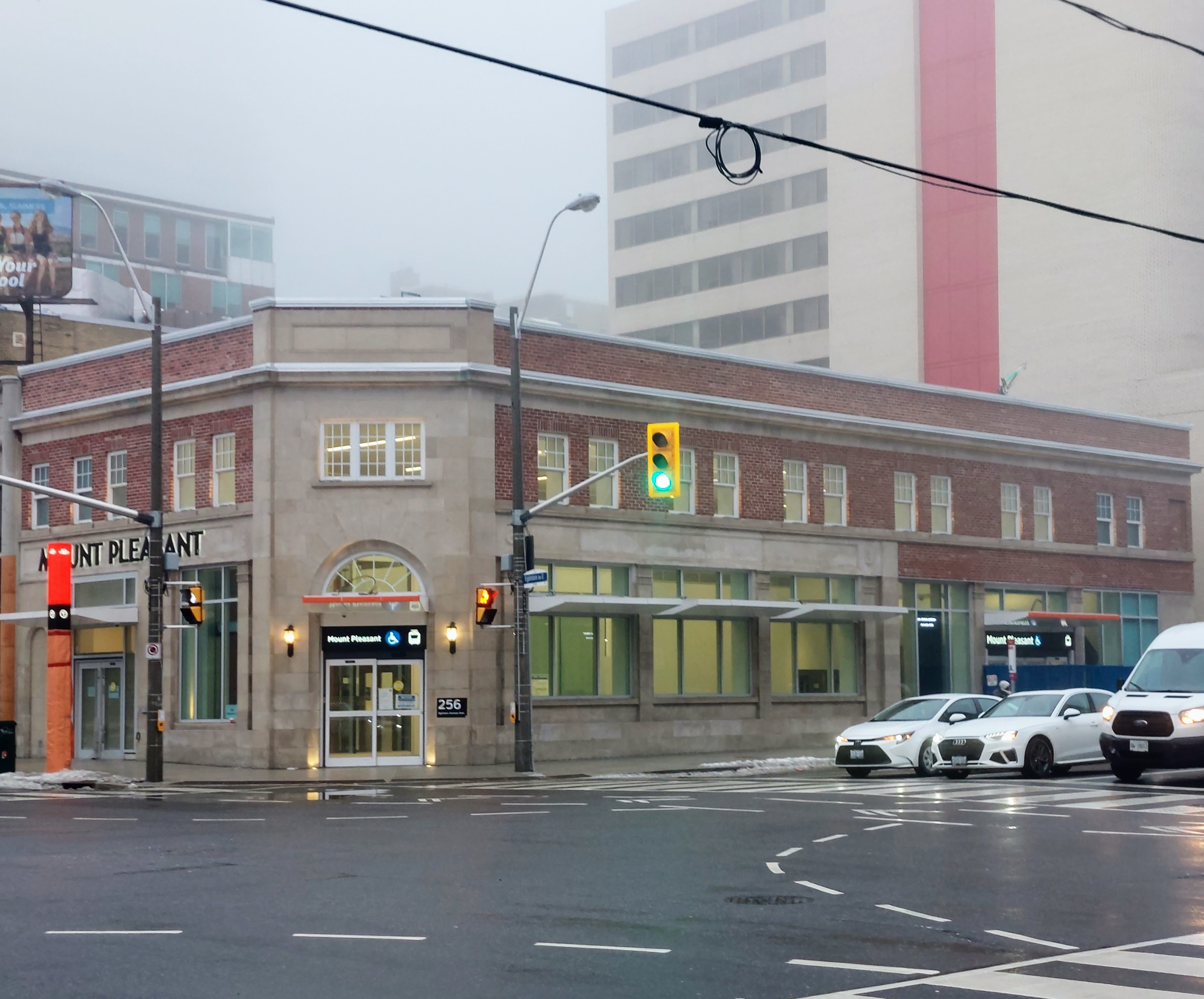
Haupteingang

Mount Pleasant ist eine im Bau befindliche unterirdische Stadtbahnstation in Toronto. Sie entsteht als Teil der Eglinton-Linie, die zum Netz der Toronto Subway gehören wird. Die Station befindet sich im Stadtteil North Toronto, unter der Kreuzung von Eglinton Avenue East und Mount Pleasant Road. Ihre Eröffnung ist für das Jahr 2023 geplant.
Die Station wird über zwei Eingänge verfügen. Der barrierefreie Haupteingang wird sich an der nordwestlichen Ecke der Straßenkreuzung befinden, der Nebeneingang östlich der Mount Pleasant Road auf der Nordseite. Beide werden eine Verbindung zur Verteilerebene herstellen, von wo aus der Mittelbahnsteig auf der zweiten Ebene erreicht werden kann. Vorgesehen sind Umsteigemöglichkeiten zu drei Buslinien der Toronto Transit Commission. Am Standort des Haupteingangs befand sich einst eine Filiale der Imperial Bank of Canada, die in einem vom Architekten Herbert Horner entworfenen Gebäude aus dem Jahr 1928 untergebracht war. Die staatliche Verkehrsplanungsgesellschaft Metrolinx ließ die Fassade des denkmalgeschützten Gebäudes Stein für Stein demontieren, katalogisieren, beschriften und einlagern. Das Innere entsteht völlig neu, während die Fassade zum Abschluss originalgetreu wieder zusammengesetzt wird.
Im Juni 2013 begannen die Tunnelbohrarbeiten an der Eglinton-Linie und die Station hätte ursprünglich im September 2021 in Betrieb genommen werden sollen. Aufgrund verschiedener unvorhergesehener Probleme während der Arbeiten erklärte Metrolinx im Februar 2020, dass sie erst im Verlaufe des Jahres 2022 eröffnet werden wird. Im Dezember 2021 rechnete Metrolinx jedoch damit, dass die Strecke möglicherweise erst zu Beginn des Jahres 2023 in Betrieb gehen könnte.